# 三生三世十里桃花 (電影)
《三生三世十里桃花》是一部玄幻仙俠古裝愛情電影，根據唐七公子同名小說《三生三世十里桃花》改編，2015年12月18日開機，2016年3月21日殺青，原定於2017年7月21日上映，之後一度改為2017年8月4日上映，最終定於2017年8月3日下午2時上映，將推出3D和IMAX 3D版本。該電影以超前預告與定檔預告，兩次破中國大陸國產電影預告片24小時播放量紀錄。

## 剧情简介
白浅（刘亦菲 饰）失去了上一世的记忆，盘踞在青丘山内，过着与世无争自由自在的生活。在东海盛宴上，白浅遇见了带着天孙阿离（彭子苏 饰）的天族太子夜华（杨洋 饰），实际上，两人之间早就定下了婚约。夜华震惊于白浅拥有的和他死去的妻子素素一模一样的外表，于是开始接近白浅，在此过程中被白浅善良开朗的性格渐渐吸引。 
实际上，白浅一直忘不了的是当年为了拯救众生而牺牲了自己的天族战神墨渊（杨洋 饰），他的仙体一直被保存在炎华洞内。夜华的侧妃素锦（李纯 饰）十分嫉妒白浅能够得到夜华的喜爱，于是勾结鬼族王后玄女（顾璇 饰）偷走了墨渊的仙体，得知此消息，白浅失去了理智。

## 演員
| 演員   | 角色           | 简介                                                                        |
| 劉亦菲 | 白淺/司音/素素 | 青丘女帝，四海八荒第一絕色，夜華的未婚妻。                                  |
| 楊洋   | 夜華/墨淵      | 九重天太子、白淺的未婚夫、法器為青冥劍。/白淺師父、上古戰神、法器為軒轅劍。 |
| 羅晉   | 折顏           | 白淺好友，開天闢地大洪荒時代孕出的第一隻鳳凰。                              |
| 嚴屹寬 | 擎蒼           | 鬼族之主，法器為弒神槍。                                                    |
| 李純   | 素錦           | 夜華側妃。                                                                  |
| 顧璇   | 玄女           | 鬼族王后。                                                                  |
| 彭子蘇 | 阿離/團子      | 白淺化為凡人素素時同夜華所生的兒子。                                        |
| 張雅欽 | 奈奈           | 素素/白淺的侍女。                                                           |
| 趙文浩 | 伽昀           | 夜華案前司墨文官。                                                          |
| 王羽錚 | 審判官         | 天族官員                                                                    |
| 陳星旭 | 禮儀官         | 長海官員                                                                    |
| CG角色 | 迷谷           | 打理青丘事务，青丘狐狸洞的管家。                                            |
| 黃小戈 | 紫衣           | 長海大公主。                                                                |
| 周恬   | 綠袖           | 長海二公主。                                                                |
| 宋伊人 | 兔仙           | 青丘小仙。                                                                  |
| 黃天元 | 松鼠仙         | 青丘小仙。                                                                  |
| 秦雪   | 鹿仙           | 青丘小仙。                                                                  |
| 齊羽嘉 | 猴仙           | 青丘小仙。                                                                  |
| 董文騰 | 狼仙           | 青丘小仙。                                                                  |

## 歌曲
| 曲序 | 曲目                               |                | 作曲   | 编曲 | 演唱         |
| ---- | ---------------------------------- | -------------- | ------ | ---- | ------------ |
| 1.   | 三生三世十里桃花（主题曲）         | 丁丁张         | 陳光榮 |      | 那英         |
| 2.   | 十里桃花（主题曲）                 | 方文山         | 张靓颖 |      | 张靓颖       |
| 3.   | 三生三世十里桃花（有情人版主题曲） | 丁丁张         | 陳光榮 | 钱雷 | 刘亦菲、杨洋 |
| 4.   | 桃花雨（片尾曲）                   | 徐荣凯         | 捞仔   |      | 霍尊         |
| 5.   | 三生如初见（宣传曲）               | 徐荣凯、徐自强 | 胡廷江 |      | 邓童天       |

## 花絮
- 網友曾於2015年5月13日下午9時19分在新浪微博發起關於電影《三生三世十里桃花》男女主角飾演者的票選；截至2015年5月25日，吸引約19.5萬人次參與，劉亦菲以11萬多票居榜首，約是女主角候選人第二名票數的2.3倍。[10][11][12]

- 電影《三生三世十里桃花》於北京時間2015年6月16日下午7時33分於官方微博宣布女主角飾演者為劉亦菲。[10]

- 電影《三生三世十里桃花》於北京時間2015年10月29日上午10時30分於官方微博宣布男主角飾演者為楊洋。[13]

- 電影《三生三世十里桃花》超前預告片於北京時間2016年12月22日上午8時釋出，播放量在24小時之內達到2016萬次，打破中國大陸國產電影預告片歷史紀錄。[2][3][4]

- 電影《三生三世十里桃花》定檔預告片於北京時間2017年3月30日下午4時釋出，播放量在24小時之內突破4660萬次，超越該電影超前預告片的紀錄，再次創造中國大陸國產電影預告片歷史新紀錄。[4]

- 電影《三生三世十里桃花》的工作人員超過1000名，由50位概念設計師歷時5856小時設計2000多幅場景概念圖；30位美術師與道具設計師歷時2160小時製作3000幅道具設計圖與2600套兵器。電影拍攝歷時93天，後製時間15個月，有25場室內外場景，2345個特效鏡頭。[14][15]

## 票房
電影《三生三世十里桃花》中國大陸首日票房1.74億人民幣，截至8月10下午1時中國大陸累計票房5億人民幣。

## 獲獎與提名
| 典禮活動             | 獎項         | 結果 | 來源          |
| -------------------- | ------------ | ---- | ------------- |
| 第九屆澳門國際電影節 | 最佳新銳導演 | 獲獎 | [ 19 ] [ 20 ] |
| 第九屆澳門國際電影節 | 最佳導演     | 提名 | [ 19 ] [ 20 ] |
| 第九屆澳門國際電影節 | 最佳女主角   | 提名 | [ 19 ] [ 20 ] |

## 争议
- 電影《三生三世十里桃花》上映前，豆瓣電影上已經出現大量網友給出一星評價。[21][22][23]

- 電影官方微博在2017年7月21日發表歌詞所使用的海報，於2017年8月7日被原作者發現未經授權使用，[24][25]當天下午，電影官方微博就海報使用未授權內容向原作者致歉、刪除原微博並討論賠償事宜。[26]

## 另見
- 三生三世十里桃花 (电视剧)
- 三生三世十里桃花 (小说)

## 外部連結
- 《三生三世十里桃花》的新浪微博
- 豆瓣电影上《三生三世十里桃花》的資料 （简体中文）
- 时光网上《三生三世十里桃花》的資料（简体中文）
- 互联网电影数据库（IMDb）上《三生三世十里桃花》的资料（英文）
- YouTube上的杨洋 刘亦菲 电影《三生三世十里桃花》终极预告片 Yang Yang & Crystal Liu "Once Upon a Time" (2017) Final Movie Trailer